# Edi Kleckers
Eduard „Edi“ Kleckers (* 26. April 1908 in Kaiserswerth; † 29. Oktober 1985 in Düsseldorf) war ein deutscher Kanute und Bootsbauer.

## Leben
Kleckers, der eine Schreinerlehre absolviert hatte, war von Beruf Bootsbauer. In Kaiserswerth betrieb er eine eigene Werkstatt, in der er bis nach dem Zweiten Weltkrieg wettkampftaugliche Kajaks und Kanadier anfertigte und Sportler in ganz Europa ausrüstete. Darüber hinaus nahm er mit eigenen Konstruktionen erfolgreich an internationalen Kanurennen teil. Als in den 1950er Jahren die massive Holzbauweise der Kanus zunächst durch Boote aus leichterem und damit schnellerem Pressholz, später aus Kunststoffen abgelöst wurde, gab Kleckers den Kanubau für den Rennsport auf. Er verlegte sich auf die Serienproduktion von Paddeln für Boote der Bundeswehr. Auch entstanden in seiner Werkstatt einige Motorboote für den Freizeitsport.

## Sportliche Erfolge
1926 wurde Kleckers Mitglied im kurz zuvor gegründeten Kaiserswerther Kanu-Verein e.V. Im Juni 1934 wurde er Saarmeister über die 8000-Meter-Strecke für Einzelpaddler, 1937 und 1938 Deutscher Meister im Einer-Kanu jeweils über die 10.000-Meter-Distanz. Bei den Olympischen Sommerspielen von 1936 war Kleckers Mitglied der deutschen Kanumannschaft.
Während der Nachkriegszeit organisierte Kleckers in Düsseldorf regelmäßige Regatten auf dem Rhein.